# كيم جي مين (ممثلة)
كيم جي مين (هانغل: 김지민) ممثلة كورية جنوبية ولدت في 12 فبراير 2000 في كوريا الجنوبية بدأت مشوارها الفني وهي بعمر 3 سنوات عام 2003 .

## روابط خارجية
- Kim Ji-min at جاي واي بي إنترتينمنت
- Kim Ji-min في هانسينما
- كيم جي مين على موقع IMDb (الإنجليزية)
- كيم جي مين على موقع قاعدة بيانات الفيلم (الإنجليزية)
- كيم جي مين على موقع كينوبويسك (الروسية)